# 마쓰바세정
마쓰바세정(일본어: 松橋町)은 일본 구마모토현 중부에 위치했던 정이다, 2005년 1월 15일, 미스미정, 시라누히정 및 오가와정, 도요노정과 합병해, 우키시가 되었기 때문에 소멸하였다.

## 역사
- 1889년 4월 1일 - 정촌제 시행에 수반해 마쓰바세정이 승격해, 성립하였다.
- 1954년 12월 1일 - 마쓰바세정을 비릇해 3촌이 대등합병해, 새로운 마쓰바세정이 성립하였다.
- 2005년 1월 15일 - 미스미정, 시라누히정, 오가와정, 도요노정이 합병해 우키시가 성립하였다.

## 교통

### 철도
- 규슈 여객철도
  - 가고시마 본선
  - 미스미 선

### 도로
- 국도 3호선
- 국도 266호선

## 출신유명인
- 에토 신이치 (야구선수)
- 오치아이 마사유키 (축구선수)

## 참고 문헌
- 角川日本地名大辞典編纂委員会, 『角川日本地名大辞典 43 熊本県』1987, 角川書店